# NGC 1225
NGC 1225 је спирална галаксија у сазвежђу Еридан која се налази на NGC листи објеката дубоког неба.
Деклинација објекта је - 4° 6' 6" а ректасцензија 3h 8m 47,3s. Привидна величина (магнитуда) објекта NGC 1225 износи 14,6 а фотографска магнитуда 15,4. NGC 1225 је још познат и под ознакама MCG -1-9-4, PGC 11766.